# China op de Olympische Winterspelen 2022
China was het gastland van de Olympische Winterspelen 2022 in Peking.

## Medailleoverzicht
| Sport          | Olympiër(s)                                          | Onderdeel              | Medaille |
| -------------- | ---------------------------------------------------- | ---------------------- | -------- |
| Freestyleskiën | Qi Guangpu                                           | aerials (m)            | Goud     |
| Freestyleskiën | Xu Mengtao                                           | aerials (v)            | Goud     |
| Freestyleskiën | Eileen Gu                                            | big air (v)            | Goud     |
| Freestyleskiën | Eileen Gu                                            | halfpipe (v)           | Goud     |
| Kunstrijden    | Sui Wenjing Han Cong                                 | paren                  | Goud     |
| Schaatsen      | Gao Tingyu                                           | 500 m (m)              | Goud     |
| Shorttrack     | Ren Ziwei                                            | 1000 m (m)             | Goud     |
| Shorttrack     | Qu Chunyu Fan Kexin Wu Dajing Ren Ziwei Zhang Yuting | 2000 m relay (gemengd) | Goud     |
| Snowboarden    | Su Yiming                                            | big air (m)            | Goud     |
| Freestyleskiën | Xu Mengtao Jia Zongyang Qi Guangpu                   | aerials (team gemengd) | Zilver   |
| Freestyleskiën | Eileen Gu                                            | slopestyle (v)         | Zilver   |
| Shorttrack     | Li Wenlong                                           | 1000 m (m)             | Zilver   |
| Snowboarden    | Su Yiming                                            | slopestyle (m)         | Zilver   |
| Shorttrack     | Fan Kexin Han Yutong Qu Chunyu Zhang Yuting          | 3000 m relay (v)       | Brons    |
| Skeleton       | Yan Wengang                                          | mannen                 | Brons    |

## Deelnemers en resultaten
(m) = mannen, (v) = vrouwen 

### Alpineskiën
Mannen
| Naam           | Onderdeel    | 1e run         | 1e run         | 2e run         | 2e run         | Totaal         | Totaal         |
| Naam           | Onderdeel    | Tijd           | Rang           | Tijd           | Rang           | Tijd           | Rang           |
| -------------- | ------------ | -------------- | -------------- | -------------- | -------------- | -------------- | -------------- |
| Xu Mingfu      | Combinatie   | 1.55,32        | 24             | 1.05,08        | 17             | 3.00,40        | 17             |
| Xu Mingfu      | Afdaling     | n.v.t.         | n.v.t.         | n.v.t.         | n.v.t.         | 1.56,93        | 36             |
| Xu Mingfu      | Reuzenslalom | 1.15,96        | 41             | 1.17,26        | 31             | 2.33,22        | 33             |
| Xu Mingfu      | Slalom       | niet gefinisht | niet gefinisht | niet geplaatst | niet geplaatst | niet geplaatst | niet geplaatst |
| Xu Mingfu      | Super G      | n.v.t.         | n.v.t.         | n.v.t.         | n.v.t.         | niet gefinisht | niet gefinisht |
| Zhang Yangming | Combinatie   | 1.55,25        | 23             | 54,47          | 13             | 2.49,72        | 16             |
| Zhang Yangming | Afdaling     | n.v.t.         | n.v.t.         | n.v.t.         | n.v.t.         | niet gefinisht | niet gefinisht |
| Zhang Yangming | Reuzenslalom | 1.15,66        | 40             | 1.19,51        | 35             | 2.35,17        | 36             |
| Zhang Yangming | Slalom       | niet gefinisht | niet gefinisht | niet geplaatst | niet geplaatst | niet geplaatst | niet geplaatst |
| Zhang Yangming | Super G      | n.v.t.         | n.v.t.         | n.v.t.         | n.v.t.         | 1.29,39        | 33             |

Vrouwen
| Naam         | Onderdeel    | 1e run         | 1e run         | 2e run         | 2e run         | Totaal         | Totaal         |
| Naam         | Onderdeel    | Tijd           | Rang           | Tijd           | Rang           | Tijd           | Rang           |
| ------------ | ------------ | -------------- | -------------- | -------------- | -------------- | -------------- | -------------- |
| Kong Fanying | Combinatie   | 1.41,95        | 24             | 1.05,73        | 15             | 2.47,68        | 15             |
| Kong Fanying | Afdaling     | n.v.t.         | n.v.t.         | n.v.t.         | n.v.t.         | 1.44,53        | 31             |
| Kong Fanying | Reuzenslalom | 1.08,25        | 50             | 1.07,17        | 41             | 2.15,42        | 40             |
| Kong Fanying | Slalom       | 1.05,97        | 54             | 1.05,98        | 47             | 2.11,95        | 47             |
| Kong Fanying | Super G      | n.v.t.         | n.v.t.         | n.v.t.         | n.v.t.         | 1.23,51        | 41             |
| Ni Yueming   | Reuzenslalom | 1.08,75        | 53             | 1.08,31        | 43             | 2.17,06        | 44             |
| Ni Yueming   | Slalom       | niet gefinisht | niet gefinisht | niet geplaatst | niet geplaatst | niet geplaatst | niet geplaatst |
| Ni Yueming   | Super G      | n.v.t.         | n.v.t.         | n.v.t.         | n.v.t.         | 1.22,59        | 40             |

Gemengd
| Naam                                             | Onderdeel       | Eerste ronde           | Kwartfinale            | Halve finale           | Finale / BM            | Finale / BM |
| Naam                                             | Onderdeel       | Tegenstander Resultaat | Tegenstander Resultaat | Tegenstander Resultaat | Tegenstander Resultaat | Rang        |
| ------------------------------------------------ | --------------- | ---------------------- | ---------------------- | ---------------------- | ---------------------- | ----------- |
| Xu Mingfu Zhang Yangming Kong Fanying Ni Yueming | Landenwedstrijd | SUI 0 - 4              | niet geplaatst         | niet geplaatst         | niet geplaatst         | 15          |

### Biatlon
Mannen
| Naam                                                | Onderdeel     | Tijd      | Missers | Rang |
| --------------------------------------------------- | ------------- | --------- | ------- | ---- |
| Cheng Fangming                                      | Individueel   | 56.07,8   | 6       | 69   |
| Cheng Fangming                                      | Sprint        | 25.53,3   | 1       | 32   |
| Cheng Fangming                                      | Achtervolging | 43.30,4   | 4       | 22   |
| Cheng Fangming                                      | Massastart    | 44.26,8   | 4       | 30   |
| Yan Xingyuan                                        | Individueel   | 53.40,6   | 3       | 39   |
| Yan Xingyuan                                        | Sprint        | 26.16,7   | 1       | 40   |
| Yan Xingyuan                                        | Achtervolging | 45.30,2   | 5       | 41   |
| Zhang Chunyu                                        | Individueel   | 1:07.12,2 | 12      | 92   |
| Zhang Chunyu                                        | Sprint        | 27.14,2   | 1       | 76   |
| Zhu Zhenyu                                          | Individueel   | 58.42,6   | 4       | 83   |
| Zhu Zhenyu                                          | Sprint        | 27.28,6   | 3       | 81   |
| Cheng Fangming Yan Xingyuan Zhang Chunyu Zhu Zhenyu | Estafette     | 1:26.27,5 | 13      | 16   |

Vrouwen
| Naam                                            | Onderdeel     | Tijd      | Missers | Rang |
| ----------------------------------------------- | ------------- | --------- | ------- | ---- |
| Chu Yuanmeng                                    | Individueel   | 48.58,8   | 2       | 35   |
| Chu Yuanmeng                                    | Sprint        | 23.32,6   | 2       | 61   |
| Ding Yuhuan                                     | Individueel   | 54.14,6   | 5       | 81   |
| Ding Yuhuan                                     | Sprint        | 24.33,1   | 2       | 76   |
| Meng Fanqi                                      | Individueel   | 49.56,5   | 2       | 47   |
| Meng Fanqi                                      | Sprint        | 23.33,7   | 1       | 62   |
| Tang Jialin                                     | Individueel   | 51.16,0   | 4       | 59   |
| Tang Jialin                                     | Sprint        | 23.03,5   | 1       | 35   |
| Tang Jialin                                     | Achtervolging | 41.48,3   | 4       | 53   |
| Chu Yuanmeng Ding Yuhuan Meng Fanqi Tang Jialin | Estafette     | 1:16.11,5 | 6       | 12   |

Gemengd
| Naam                                                | Onderdeel | Tijd      | Missers | Rang |
| --------------------------------------------------- | --------- | --------- | ------- | ---- |
| Cheng Fangming Chu Yuanmeng Meng Fanqi Yan Xingyuan | Estafette | 1:11.28,1 | 12      | 15   |

### Bobsleeën
| Naam                                       | Onderdeel       | Run 1   | Run 1 | Run 2   | Run 2 | Run 3   | Run 3 | Run 4   | Run 4  | Totaal  | Totaal |
| Naam                                       | Onderdeel       | Tijd    | Rang  | Tijd    | Rang  | Tijd    | Rang  | Tijd    | Rang   | Tijd    | Rang   |
| ------------------------------------------ | --------------- | ------- | ----- | ------- | ----- | ------- | ----- | ------- | ------ | ------- | ------ |
| Sun Kaizhi * Wu Qingze                     | Tweemansbob (m) | 1.00,04 | 19    | 1.00,01 | 9     | 59,99   | 13    | 1.00,25 | 15     | 4.00,29 | 14     |
| Li Chunjian * Liu Wei                      | Tweemansbob (m) | 1.00,31 | 24    | 1.00,01 | 18    | 1.00,36 | 22    | n.v.t.  | n.v.t. | 3.01,10 | 22     |
| Li Chunjian * Ding Song Ye Jielong Shi Hao | Viermansbob (m) | 59,31   | 16    | 59,55   | 13    | 59,46   | 18    | 59,66   | 17     | 3.57,98 | 17     |
| Sun Kaizhi * Wu Qingze Wu Zhitao Zhen Heng | Viermansbob (m) | 59,38   | 18    | 59,65   | 18    | 59,46   | 18    | 59,47   | 12     | 3.57,97 | 16     |
|                                            |                 |         |       |         |       |         |       |         |        |         |        |
| Huai Mingming                              | Monobob (v)     | 1.05,18 | 6     | 1.05,72 | 9     | 1.05,71 | 7     | 1.05,97 | 8      | 4.22,58 | 6      |
| Ying Qing                                  | Monobob (v)     | 1.05,16 | 5     | 1.05,99 | 12    | 1.05,82 | 9     | 1.06,44 | 14     | 4.23,41 | 9      |
| Huai Mingming * Wang Xuan                  | Tweemansbob (v) | 1.01,88 | 11    | 1.02,17 | 14    | 1.02,11 | 12    | 1.02,10 | 12     | 4.08,26 | 11     |
| Ying Qing * Di Jiani                       | Tweemansbob (v) | 1.01,92 | 14    | 1.02,19 | 15    | 1.02,29 | 17    | 1.02,09 | 11     | 4.08,49 | 14     |

* – Geeft de bestuurder van de slee aan

### Curling
| Team                                                   | Onderdeel     | Groepsfase     | Groepsfase     | Groepsfase     | Groepsfase     | Groepsfase     | Groepsfase     | Groepsfase     | Groepsfase     | Groepsfase     | Groepsfase | Tiebreaker     | Halve finale   | Finale / BM    | Finale / BM |
| Team                                                   | Onderdeel     | Opponent Score | Opponent Score | Opponent Score | Opponent Score | Opponent Score | Opponent Score | Opponent Score | Opponent Score | Opponent Score | Rang       | Opponent Score | Opponent Score | Opponent Score | Rang        |
| ------------------------------------------------------ | ------------- | -------------- | -------------- | -------------- | -------------- | -------------- | -------------- | -------------- | -------------- | -------------- | ---------- | -------------- | -------------- | -------------- | ----------- |
| Ma Xiuyue Zou Qiang Wang Zhiyu Xu Jingtao Jiang Dongxu | Mannen        | SWE 4 - 6      | ROC 4 - 7      | DEN 5 - 4      | ITA 12 - 9     | GBR 6 - 7      | USA 6 - 8      | CAN 8 - 10     | NOR 8 - 6      | SUI 6 - 5      | 5          | --             | --             | --             | --          |
| Han Yu Dong Ziqi Zhang Lijun Jiang Xindi Wang Rui      | Vrouwen       | DEN 6 - 7      | SUI 5 - 7      | USA 4 - 8      | SWE 9 - 6      | KOR 6 - 5      | JPN 2 - 10     | ROC 5 - 11     | GBR 8 - 4      | CAN 11 - 9     | 7          | --             | --             | --             | --          |
| Fan Suyuan Ling Zhi                                    | Gemengddubbel | SUI 7 – 6      | AUS 6 - 5      | SWE 6 - 7      | CAN 6 - 8      | USA 5 - 7      | NOR 6 - 9      | GBR 5 - 6      | ITA 4 - 8      | CZE 6 - 8      | 9          | --             | --             | --             | --          |

### Freestyleskiën
Aerials
Individueel
| Naam         | Onderdeel | Kwalificatie | Kwalificatie | Kwalificatie | Kwalificatie | Finale         | Finale         | Finale         | Finale         | Finale         | Finale   |
| Naam         | Onderdeel | Sprong 1     | Sprong 1     | Sprong 2     | Sprong 2     | Sprong 1       | Sprong 1       | Sprong 2       | Sprong 2       | Sprong 3       | Sprong 3 |
| ------------ | --------- | ------------ | ------------ | ------------ | ------------ | -------------- | -------------- | -------------- | -------------- | -------------- | -------- |
| Jia Zongyang | Mannen    | 125,67       | 2            | bye          | bye          | 123,45         | 5              | 88,69          | 12             | niet gepl.     | 7        |
| Qi Guangpu   | Mannen    | 127,88       | 1            | bye          | bye          | 125,22         | 3              | 114,48         | 8              | 129,00         | Goud     |
| Sun Jiaxu    | Mannen    | 85,40        | 23           | 110,86       | 12           | niet geplaatst | niet geplaatst | niet geplaatst | niet geplaatst | niet geplaatst | 18       |
| Wang Xindi   | Mannen    | 114,60       | 12           | 98,19        | 8            | niet geplaatst | niet geplaatst | niet geplaatst | niet geplaatst | niet geplaatst | 14       |
| Kong Fanyu   | Vrouwen   | 83,78        | 9            | 81,99        | 4            | 102,71         | 3              | 62,24          | 3              | 59,67          | 6        |
| Shao Qi      | Vrouwen   | 77,49        | 15           | 77,49        | 11           | niet geplaatst | niet geplaatst | niet geplaatst | niet geplaatst | niet geplaatst | 17       |
| Xu Mengtao   | Vrouwen   | 101,10       | 3            | bye          | bye          | 103,89         | 2              | niet gest.     | niet gest.     | 108,61         | Goud     |

Gemengd
| Naam                               | Onderdeel | Finale 1            | Finale 1 | Finale 1 | Finale 2            | Finale 2 | Finale 2 |
| Naam                               | Onderdeel | Punten              | Totaal   | Rang     | Punten              | Totaal   | Rang     |
| ---------------------------------- | --------- | ------------------- | -------- | -------- | ------------------- | -------- | -------- |
| Xu Mengtao Jia Zongyang Qi Guangpu | Team      | 94,01 124,78 118,10 | 336,89   | 1        | 106,03 96,02 122,17 | 324,22   | Zilver   |

Big air & Slopestyle
| Naam         | Onderdeel      | Kwalificatie | Kwalificatie | Kwalificatie | Kwalificatie | Kwalificatie | Finale         | Finale         | Finale         | Finale         | Finale |
| Naam         | Onderdeel      | Run 1        | Run 2        | Run 3        | Beste        | Rang         | Run 1          | Run 2          | Run 3          | Beste          | Rang   |
| ------------ | -------------- | ------------ | ------------ | ------------ | ------------ | ------------ | -------------- | -------------- | -------------- | -------------- | ------ |
| He Jinbo     | Big air (m)    | 45,25        | 36,75        | 49,00        | 85,75        | 27           | niet geplaatst | niet geplaatst | niet geplaatst | niet geplaatst | 27     |
| He Jinbo     | Slopestyle (m) | 42,83        | 20,85        | n.v.t.       | 42,83        | 21           | niet geplaatst | niet geplaatst | niet geplaatst | niet geplaatst | 21     |
| Eileen Gu    | Big air (v)    | 89,00        | 24,50        | 72,25        | 161,25       | 5            | 93,75          | 88,50          | 94.50          | 188,25         | Goud   |
| Eileen Gu    | Slopestyle (v) | 57,28        | 79,38        | n.v.t.       | 79,38        | 3            | 69,90          | 16,98          | 86,23          | 86,23          | Zilver |
| Yang Shuorui | Big air (v)    | 38,25        | 40,50        | 55,50        | 96,00        | 20           | niet geplaatst | niet geplaatst | niet geplaatst | niet geplaatst | 20     |
| Yang Shuorui | Slopestyle (v) | 18,46        | 39.05        | n.v.t.       | 39,05        | 23           | niet geplaatst | niet geplaatst | niet geplaatst | niet geplaatst | 23     |

Halfpipe
| Naam          | Onderdeel | Kwalificatie | Kwalificatie | Kwalificatie | Kwalificatie | Finale         | Finale         | Finale         | Finale         | Finale |
| Naam          | Onderdeel | Run 1        | Run 2        | Beste        | Rang         | Run 1          | Run 2          | Run 3          | Beste          | Rang   |
| ------------- | --------- | ------------ | ------------ | ------------ | ------------ | -------------- | -------------- | -------------- | -------------- | ------ |
| He Binghan    | Mannen    | 45,00        | 17,75        | 45,00        | 21           | niet geplaatst | niet geplaatst | niet geplaatst | niet geplaatst | 21     |
| Mao Bingqiang | Mannen    | 62,75        | 66,25        | 66,25        | 14           | niet geplaatst | niet geplaatst | niet geplaatst | niet geplaatst | 14     |
| Sun Jingbo    | Mannen    | 4,25         | 48,75        | 48,75        | 18           | niet geplaatst | niet geplaatst | niet geplaatst | niet geplaatst | 18     |
| Wang Haizhuo  | Mannen    | 37,00        | 9,25         | 37,00        | 22           | niet geplaatst | niet geplaatst | niet geplaatst | niet geplaatst | 22     |
| Eileen Gu     | Vrouwen   | 93,75        | 95,50        | 95,50        | 1            | 93,25          | 95,25          | 30,00          | 95,25          | Goud   |
| Li Fanghui    | Vrouwen   | 84,75        | 19,25        | 84,75        | 7            | 81,75          | 86,50          | 16,75          | 86,50          | 5      |
| Wu Meng       | Vrouwen   | 12,50        | 67,75        | 67,75        | 16           | niet geplaatst | niet geplaatst | niet geplaatst | niet geplaatst | 16     |
| Zhang Kexin   | Vrouwen   | 77,50        | 86,50        | 86,50        | 5            | 78,75          | 25,75          | 3,25           | 78,75          | 7      |

Moguls
| Naam      | Onderdeel | Kwalificatie | Kwalificatie | Kwalificatie | Kwalificatie | Kwalificatie | Kwalificatie | Kwalificatie | Kwalificatie | Finale         | Finale         | Finale         | Finale         | Finale         | Finale         | Finale         | Finale         | Finale         | Finale         | Finale         | Finale |
| Naam      | Onderdeel | Run 1        | Run 1        | Run 1        | Run 1        | Run 2        | Run 2        | Run 2        | Run 2        | Run 1          | Run 1          | Run 1          | Run 1          | Run 2          | Run 2          | Run 2          | Run 2          | Run 3          | Run 3          | Run 3          | Run 3  |
| Naam      | Onderdeel | Tijd         | Score        | Totaal       | Rang         | Tijd         | Score        | Totaal       | Rang         | Tijd           | Score          | Totaal         | Rang           | Tijd           | Score          | Totaal         | Rang           | Tijd           | Score          | Totaal         | Rang   |
| --------- | --------- | ------------ | ------------ | ------------ | ------------ | ------------ | ------------ | ------------ | ------------ | -------------- | -------------- | -------------- | -------------- | -------------- | -------------- | -------------- | -------------- | -------------- | -------------- | -------------- | ------ |
| Zhao Yang | Mannen    | 28,09        | 50,51        | 61,47        | 28           | 26,42        | 51,79        | 64,95        | 20           | niet geplaatst | niet geplaatst | niet geplaatst | niet geplaatst | niet geplaatst | niet geplaatst | niet geplaatst | niet geplaatst | niet geplaatst | niet geplaatst | niet geplaatst | 30     |
| Li Nan    | Vrouwen   | 31,76        | 51,11        | 63,32        | 19           | 46,17        | 10,67        | 10,67        | 15           | niet geplaatst | niet geplaatst | niet geplaatst | niet geplaatst | niet geplaatst | niet geplaatst | niet geplaatst | niet geplaatst | niet geplaatst | niet geplaatst | niet geplaatst | 25     |

Skicross
| Naam        | Onderdeel | Plaatsingsronde | Plaatsingsronde | Achtste finale | Kwartfinale    | Halve finale   | Finale         | Finale |
| Naam        | Onderdeel | Run 1           | Run 1           | Achtste finale | Kwartfinale    | Halve finale   | Finale         | Finale |
| Naam        | Onderdeel | Tijd            | Rang            | Plaats         | Plaats         | Plaats         | Plaats         | Rang   |
| ----------- | --------- | --------------- | --------------- | -------------- | -------------- | -------------- | -------------- | ------ |
| Pu Rui      | Vrouwen   | 1.30,01         | 25              | 4              | niet geplaatst | niet geplaatst | niet geplaatst | 25     |
| Ran Hongyun | Vrouwen   | 1.25,85         | 24              | 3              | niet geplaatst | niet geplaatst | niet geplaatst | 24     |

### IJshockey
| Onderdeel | Groepsfase     | Groepsfase     | Groepsfase     | Groepsfase     | Groepsfase | Play-off       | Kwartfinale    | Halve finale   | Finale / BM    | Finale / BM |
| Onderdeel | Opponent Score | Opponent Score | Opponent Score | Opponent Score | Rang       | Opponent Score | Opponent Score | Opponent Score | Opponent Score | Rang        |
| --------- | -------------- | -------------- | -------------- | -------------- | ---------- | -------------- | -------------- | -------------- | -------------- | ----------- |
| Mannen    | USA 0-8        | GER 2-3        | CAN 0-5        | n.v.t.         | 4          | CAN 2-7        | niet geplaatst | niet geplaatst | niet geplaatst | 12          |
| Vrouwen   | CZE 1-3        | DEN 3-1        | JPN 2-1        | SWE 1-2        | 4          | n.v.t.         | niet geplaatst | niet geplaatst | niet geplaatst | 9           |

Mannen
| Naam | Onderdeel | Resultaat |
| --- | --------- | --------- |
| Chen Zimeng Dannisi Aoxibofu Fu Jiang Fu Shuai Guo Jianing Han Pengfei Jian An Jieke Kailiaosi Jieruimi Shimisi Liu Jie Luo Jia Ouban Yongli Ruian Sipulaoer Wang Taile Wei Ruike Xiang Xudong Yan Juncheng Yan Ruinan Ye Jinguang Ying Rudi Yuan Junjie Zhang Pengfei Zhang Zesen Zheng Enlai Zhong Wei | Mannen    | 12        |

Vrouwen
| Naam | Onderdeel | Resultaat |
| --- | --------- | --------- |
| Chen Tiya Fang Xin Fei Anna Guan Yingying He Xin Huang Huier Hu Baozhen Kang Mulan Li Beika Lin Jiaxin Lin Ni Lin Qiqi Li Qianhua Liu Zhixin Mi Le Wang Yuqing Wang Yuting Yu Baiwei Zhang Mengying Zhang Xifang Zhao Qinan Zhou Jiaying Zhu Rui | Vrouwen   | 9         |

### Kunstrijden
Individueel
| Naam       | Onderdeel | KK    | KK   | VK             | VK             | Totaal         | Totaal         |
| Naam       | Onderdeel | Score | Rang | Score          | Rang           | Score          | Rang           |
| ---------- | --------- | ----- | ---- | -------------- | -------------- | -------------- | -------------- |
| Jin Boyang | Mannen    | 90,98 | 11   | 179,45         | 8              | 270,43         | 9              |
| Zhu Yi     | Vrouwen   | 53,44 | 27   | niet geplaatst | niet geplaatst | niet geplaatst | niet geplaatst |

Gemengd
| Naam                  | Onderdeel | KK    | KK   | VK     | VK   | Totaal | Totaal |
| Naam                  | Onderdeel | Score | Rang | Score  | Rang | Score  | Rang   |
| --------------------- | --------- | ----- | ---- | ------ | ---- | ------ | ------ |
| Peng Cheng Jin Yang   | Paren     | 76,10 | 5    | 138,74 | 6    | 214,84 | 5      |
| Sui Wenjing Han Cong  | Paren     | 84,41 | 1    | 155,47 | 1    | 239,88 | Goud   |
| Wang Shiyue Liu Xinyu | IJsdansen | 73,41 | 12   | 111,01 | 12   | 184,42 | 12     |

Team
| Naam                                                                                   | Onderdeel  | Korte kür       | Korte kür       | Korte kür       | Korte kür       | Korte kür | Korte kür | Vrije kür       | Vrije kür       | Vrije kür       | Vrije kür       | Vrije kür | Vrije kür |
| Naam                                                                                   | Onderdeel  | Mannen          | Vrouwen         | Paren           | IJsdansen       | Totaal    | Totaal    | Mannen          | Vrouwen         | Paren           | IJsdansen       | Totaal    | Totaal    |
| Naam                                                                                   | Onderdeel  | Score Teamscore | Score Teamscore | Score Teamscore | Score Teamscore | Score     | Rang      | Score Teamscore | Score Teamscore | Score Teamscore | Score Teamscore | Score     | Rang      |
| -------------------------------------------------------------------------------------- | ---------- | --------------- | --------------- | --------------- | --------------- | --------- | --------- | --------------- | --------------- | --------------- | --------------- | --------- | --------- |
| Jin Boyang Zhu Yi Sui Wenjing / Han Cong Peng Cheng / Jin Yang Wang Shiyue / Liu Xinyu | Landenteam | 82,87 5         | 47,03 1         | 82,83 10        | 74,66 6         | 22        | 5         | 155,04 7        | 91,41 6         | 131,75 8        | 107,18 7        | 50        | 5         |

### Langlaufen
Maximaal vier deelnemers per onderdeel
Lange afstanden
Mannen
| Naam                                             | Onderdeel             | Uitslag   | Uitslag |
| Naam                                             | Onderdeel             | Tijd      | Rang    |
| ------------------------------------------------ | --------------------- | --------- | ------- |
| Hadesi Badelihan                                 | 15 km klassieke stijl | 42.48,1   | 57      |
| Hadesi Badelihan                                 | 30 km skiatlon        | LAP       | 50      |
| Hadesi Badelihan                                 | 50 km vrije stijl     | 1:19.45,9 | 45      |
| Chen Degen                                       | 30 km skiatlon        | LAP       | 59      |
| Chen Degen                                       | 50 km vrije stijl     | 1:18.14,1 | 41      |
| Cirenzhandui                                     | 15 km klassieke stijl | 43.22,2   | 63      |
| Liu Rongsheng                                    | 15 km klassieke stijl | 41.51,7   | 47      |
| Liu Rongsheng                                    | 30 km skiatlon        | 1:24.59,6 | 38      |
| Liu Rongsheng                                    | 50 km vrije stijl     | 1:19.58,5 | 48      |
| Shang Jincai                                     | 15 km klassieke stijl | 41.29,6   | 41      |
| Shang Jincai                                     | 30 km skiatlon        | 1:26.48,2 | 49      |
| Wang Qiang                                       | 50 km vrije stijl     | 1:19.53,5 | 46      |
| Chen Degen Liu Rongsheng Shang Jincai Wang Qiang | 4×10 km estafette     | LAP       | 13      |

Vrouwen
| Naam                                        | Onderdeel             | Uitslag   | Uitslag |
| Naam                                        | Onderdeel             | Tijd      | Rang    |
| ------------------------------------------- | --------------------- | --------- | ------- |
| Chi Chunxue                                 | 10 km klassieke stijl | 31.10,6   | 39      |
| Chi Chunxue                                 | 15 km skiatlon        | 49.08,3   | 34      |
| Chi Chunxue                                 | 30 km vrije stijl     | 1:35.41,0 | 38      |
| Dinigeer Yilamujiang                        | 10 km klassieke stijl | 32.23,8   | 56      |
| Dinigeer Yilamujiang                        | 15 km skiatlon        | 50.10,7   | 43      |
| Dinigeer Yilamujiang                        | 30 km vrije stijl     | 1:50.04,2 | 60      |
| Jialin Bayani                               | 15 km skiatlon        | 50.20,2   | 46      |
| Jialin Bayani                               | 30 km vrije stijl     | 1:39.14,8 | 47      |
| Li Xin                                      | 10 km klassieke stijl | 31.36,9   | 45      |
| Li Xin                                      | 15 km skiatlon        | 49.07,7   | 33      |
| Li Xin                                      | 30 km vrije stijl     | 1:38.39,2 | 46      |
| Ma Qinghua                                  | 10 km klassieke stijl | 31.52,3   | 50      |
| Chi Chunxue Li Xin Jialin Bayani Ma Qinghua | 4×5 km estafette      | 57:49,7   | 10      |

Sprint
Mannen
| Naam                    | Onderdeel  | Kwalificatie | Kwalificatie | Kwartfinales   | Kwartfinales   | Halve finales  | Halve finales  | Finale         | Finale |
| Naam                    | Onderdeel  | Tijd         | Rang         | Tijd           | Rang           | Tijd           | Rang           | Tijd           | Rang   |
| ----------------------- | ---------- | ------------ | ------------ | -------------- | -------------- | -------------- | -------------- | -------------- | ------ |
| Cirenzhandui            | Sprint     | 3.03,22      | 60           | niet geplaatst | niet geplaatst | niet geplaatst | niet geplaatst | niet geplaatst | 60     |
| Liu Rongsheng           | Sprint     | 3.12,14      | 79           | niet geplaatst | niet geplaatst | niet geplaatst | niet geplaatst | niet geplaatst | 79     |
| Shang Jincai            | Sprint     | 3.06,52      | 67           | niet geplaatst | niet geplaatst | niet geplaatst | niet geplaatst | niet geplaatst | 67     |
| Wang Qiang              | Sprint     | 2.48,91      | 5            | gediskwal.     | gediskwal.     | niet geplaatst | niet geplaatst | niet geplaatst | 30     |
| Wang Qiang Shang Jincai | Teamsprint | n.v.t.       | n.v.t.       | n.v.t.         | n.v.t.         | 23.43,93       | 5              | niet gepl.     | 11     |

Vrouwen
| Naam                 | Onderdeel  | Kwalificatie | Kwalificatie | Kwartfinales   | Kwartfinales   | Halve finales  | Halve finales  | Finale         | Finale |
| Naam                 | Onderdeel  | Tijd         | Rang         | Tijd           | Rang           | Tijd           | Rang           | Tijd           | Rang   |
| -------------------- | ---------- | ------------ | ------------ | -------------- | -------------- | -------------- | -------------- | -------------- | ------ |
| Chi Chunxue          | Sprint     | 3.25,31      | 38           | niet geplaatst | niet geplaatst | niet geplaatst | niet geplaatst | niet geplaatst | 38     |
| Dinigeer Yilamujiang | Sprint     | 3.34,55      | 56           | niet geplaatst | niet geplaatst | niet geplaatst | niet geplaatst | niet geplaatst | 56     |
| Jialin Bayani        | Sprint     | 3.39.27      | 66           | niet geplaatst | niet geplaatst | niet geplaatst | niet geplaatst | niet geplaatst | 66     |
| Ma Qinghua           | Sprint     | 3.25,05      | 36           | niet geplaatst | niet geplaatst | niet geplaatst | niet geplaatst | niet geplaatst | 36     |
| Chi Chunxue Li Xin   | Teamsprint | n.v.t.       | n.v.t.       | n.v.t.         | n.v.t.         | 23.43,93       | 5              | niet gepl.     | 11     |

### Noordse combinatie
Maximaal vier deelnemers per onderdeel

Mannen
| Naam                                       | Onderdeel                  | Schansspringen | Schansspringen | Schansspringen | Langlaufen | Langlaufen | Totaal    | Totaal |
| Naam                                       | Onderdeel                  | Afstand        | Punten         | Rang           | Tijd       | Rang       | Tijd      | Rang   |
| ------------------------------------------ | -------------------------- | -------------- | -------------- | -------------- | ---------- | ---------- | --------- | ------ |
| Zhao Jiawen                                | Normale schans + 10 km     | 81,0           | 59,0           | 42             | 28.33,8    | 42         | 33.29,8   | 43     |
| Zhao Jiawen                                | Grote schans + 10 km       | 93,0           | 32,7           | 46             | 29.33,1    | 45         | 36.41,1   | 47     |
| Zhao Zihe Zhao Jiawen Guo Yuhao Fan Haibin | Team grote schans + 4×5 km | 379,5          | 184,7          | 10             | 58.07,1    | 10         | 1:04.35,1 | 10     |

### Rodelen
Individueel
| Naam         | Onderdeel | Run 1    | Run 1 | Run 2    | Run 2 | Run 3    | Run 3 | Run 4          | Run 4          | Totaal   | Totaal |
| Naam         | Onderdeel | Tijd     | Rang  | Tijd     | Rang  | Tijd     | Rang  | Tijd           | Rang           | Tijd     | Rang   |
| ------------ | --------- | -------- | ----- | -------- | ----- | -------- | ----- | -------------- | -------------- | -------- | ------ |
| Fan Duoyao   | Mannen    | 58,848   | 23    | 58,883   | 21    | 58,895   | 25    | niet geplaatst | niet geplaatst | 2.56,626 | 24     |
| Wang Peixuan | Vrouwen   | 1.00,986 | 29    | 1.00,391 | 28    | 1.00,025 | 28    | niet geplaatst | niet geplaatst | 3.01,402 | 29     |

Gemengd
| Naam                                             | Onderdeel | Run 1    | Run 1 | Run 2    | Run 2 | Run 3    | Run 3  | Totaal   | Totaal |
| Naam                                             | Onderdeel | Tijd     | Rang  | Tijd     | Rang  | Tijd     | Rang   | Tijd     | Rang   |
| ------------------------------------------------ | --------- | -------- | ----- | -------- | ----- | -------- | ------ | -------- | ------ |
| Huang Yebo Peng Junyue                           | Dubbels   | 1.00,732 | 17    | 1.00,840 | 17    | n.v.t.   | n.v.t. | 2.01,572 | 17     |
| Wang Peixuan Fan Duoyao Huang Yebo / Peng Junyue | Estafette | 1.01,947 | 13    | 1.03,467 | 11    | 1.04,768 | 13     | 3.10,182 | 12     |

### Schaatsen
Mannen
| Naam          | Onderdeel | Uitslag | Uitslag |
| Naam          | Onderdeel | Tijd    | Rang    |
| ------------- | --------- | ------- | ------- |
| Gao Tingyu    | 500 m     | 34,32   | Goud    |
| Yang Tao      | 500 m     | 35,162  | 22      |
| Lian Ziwen    | 1000 m    | 1.09,93 | 19      |
| Lian Ziwen    | 1500 m    | 1.49,15 | 27      |
| Ning Zhongyan | 1000 m    | 1.08,60 | 5       |
| Ning Zhongyan | 1500 m    | 1.45,28 | 7       |
| Wang Haotian  | 1500 m    | 1.47,13 | 20      |

Vrouwen
| Naam          | Onderdeel | Uitslag | Uitslag |
| Naam          | Onderdeel | Tijd    | Rang    |
| ------------- | --------- | ------- | ------- |
| Ahenaer Adake | 1500 m    | 1.58,59 | 17      |
| Ahenaer Adake | 3000 m    | 4.12,28 | 17      |
| Han Mei       | 1500 m    | 1.56,08 | 11      |
| Han Mei       | 3000 m    | 4.07,74 | 15      |
| Han Mei       | 5000 m    | 7.08,37 | 11      |
| Jin Jingzhu   | 500 m     | 37,88   | 12      |
| Jin Jingzhu   | 1000 m    | 1.16,90 | 22      |
| Li Qishi      | 1000 m    | 1.15,99 | 14      |
| Tian Ruining  | 500 m     | 37,98   | 14      |
| Yin Qi        | 1000 m    | 1.16,00 | 15      |
| Yin Qi        | 1500 m    | 1.57,00 | 15      |

Massastart
| Naam          | Onderdeel | Halve finale | Halve finale | Halve finale | Finale            | Finale            | Finale |
| Naam          | Onderdeel | Punten       | Tijd         | Rang         | Punten            | Tijd              | Rang   |
| ------------- | --------- | ------------ | ------------ | ------------ | ----------------- | ----------------- | ------ |
| Ning Zhongyan | Mannen    | 20           | 7.56,75      | 3            | 0                 | 7.48,07           | 12     |
| Wang Haotian  | Mannen    | 0            | 7.46,30      | 12           | niet geplaatst    | niet geplaatst    | 23     |
| Guo Dan       | Vrouwen   | 21           | 8.34,39      | 3            | 0                 | 8.18,61           | 13     |
| Li Qishi      | Vrouwen   | 23           | 8.29,01      | 3            | gediskwalificeerd | gediskwalificeerd | 16     |

Ploegenachtervolging
| Naam                           | Onderdeel | Kwartfinale       | Kwartfinale | Halve finale      | Halve finale   | Finale            | Finale |
| Naam                           | Onderdeel | Tegenstander Tijd | Rang        | Tegenstander Tijd | Rang           | Tegenstander Tijd | Rang   |
| ------------------------------ | --------- | ----------------- | ----------- | ----------------- | -------------- | ----------------- | ------ |
| Lian Ziwen Wang Haotian Xu Fu  | Mannen    | ROC 3.52,25       | 8           | niet geplaatst    | niet geplaatst | ITA 3.53,58       | 8      |
| Han Mei Ahenaer Adake Li Qishi | Vrouwen   | JPN 3.00,58       | 5           | niet geplaatst    | niet geplaatst | NOR 2.58,33       | 5      |

### Schansspringen
Mannen
| Naam                                           | Onderdeel       | Kwalificatie | Kwalificatie | Kwalificatie | Eerste ronde   | Eerste ronde   | Eerste ronde   | Finaleronde    | Finaleronde    | Finaleronde    | Totaal         | Totaal |
| Naam                                           | Onderdeel       | Afstand      | Score        | Rang         | Afstand        | Score          | Rang           | Afstand        | Score          | Rang           | Score          | Rang   |
| ---------------------------------------------- | --------------- | ------------ | ------------ | ------------ | -------------- | -------------- | -------------- | -------------- | -------------- | -------------- | -------------- | ------ |
| Song Qiwu                                      | Normale schans  | 61,5         | 24,3         | 53           | niet geplaatst | niet geplaatst | niet geplaatst | niet geplaatst | niet geplaatst | niet geplaatst | niet geplaatst | 53     |
| Song Qiwu                                      | Grote schans    | 94,5         | 50,7         | 55           | niet geplaatst | niet geplaatst | niet geplaatst | niet geplaatst | niet geplaatst | niet geplaatst | niet geplaatst | 55     |
| MLyu Yixin Song Qiwu Zhen Weijie Zhou Xiaoyang | Landenwedstrijd | n.v.t.       | n.v.t.       | n.v.t.       | 346,0          | 115,0          | 11             | niet geplaatst | niet geplaatst | niet geplaatst | niet geplaatst | 11     |

Vrouwen
| Naam         | Onderdeel      | Kwalificatie | Kwalificatie | Kwalificatie | Eerste ronde | Eerste ronde | Eerste ronde | Finaleronde    | Finaleronde    | Finaleronde    | Totaal | Totaal |
| Naam         | Onderdeel      | Afstand      | Score        | Rang         | Afstand      | Score        | Rang         | Afstand        | Score          | Rang           | Score  | Rang   |
| ------------ | -------------- | ------------ | ------------ | ------------ | ------------ | ------------ | ------------ | -------------- | -------------- | -------------- | ------ | ------ |
| Dong Bing    | Normale schans | n.v.t.       | n.v.t.       | n.v.t.       | 73,0         | 57,3         | 31           | niet geplaatst | niet geplaatst | niet geplaatst | 57,3   | 31     |
| Peng Qingyue | Normale schans | n.v.t.       | n.v.t.       | n.v.t.       | 63,5         | 31,3         | 38           | niet geplaatst | niet geplaatst | niet geplaatst | 31,3   | 38     |

Gemengd
| Naam                                         | Onderdeel       | Eerste ronde | Eerste ronde | Eerste ronde | Finaleronde    | Finaleronde    | Finaleronde    | Totaal         | Totaal |
| Naam                                         | Onderdeel       | Afstand      | Score        | Rang         | Afstand        | Score          | Rang           | Score          | Rang   |
| -------------------------------------------- | --------------- | ------------ | ------------ | ------------ | -------------- | -------------- | -------------- | -------------- | ------ |
| Dong Bing Peng Qingyue Song Qiwu Zhao Jiawen | Landenwedstrijd | 286,5        | 229,8        | 10           | niet geplaatst | niet geplaatst | niet geplaatst | niet geplaatst | 10     |

### Shorttrack
Mannen
| Naam                                    | Onderdeel    | Series   | Series | Kwartfinale | Kwartfinale | Halve finale   | Halve finale   | Finale         | Finale |
| Naam                                    | Onderdeel    | Tijd     | Rang   | Tijd        | Rang        | Tijd           | Rang           | Tijd           | Rang   |
| --------------------------------------- | ------------ | -------- | ------ | ----------- | ----------- | -------------- | -------------- | -------------- | ------ |
| Li Wenlong                              | 1000 m       | 1.23,140 | 3      | 1.30,550    | 2           | 1.26,722       | 2              | 1.29,917       | Zilver |
| Ren Ziwei                               | 500 m        | 40,669   | 1      | 40,714      | 3           | niet geplaatst | niet geplaatst | niet geplaatst | 11     |
| Ren Ziwei                               | 1000 m       | 1.23,772 | 1      | 1.34,211    | 2           | 1.26,576       | 1              | 1.26,768       | Goud   |
| Ren Ziwei                               | 1500 m       | n.v.t.   | n.v.t. | 2.15,084    | 1           | penalty        | penalty        | niet gepl.     | 21     |
| Sun Long                                | 500 m        | 42,871   | 3      | 40,779      | 4           | niet geplaatst | niet geplaatst | niet geplaatst | 15     |
| Sun Long                                | 1500 m       | n.v.t.   | n.v.t. | 2.19,244    | 4           | niet geplaatst | niet geplaatst | niet geplaatst | 25     |
| Wu Dajing                               | 500 m        | 40,230   | 1      | 40,528      | 1           | 40,478         | 3              | 41,157         | 6      |
| Wu Dajing                               | 1000 m       | 1.23,927 | 1      | 1.33,302    | 2           | 1.23,928       | 2              | 1.42,937       | 4      |
| Zhang Tianyi                            | 1500 m       | n.v.t.   | n.v.t. | geen tijd   | 6           | niet geplaatst | niet geplaatst | niet geplaatst | 33     |
| Li Wenlong Ren Ziwei Sun Long Wu Dajing | 5000 m relay | n.v.t.   | n.v.t. | n.v.t.      | n.v.t.      | 6.51,840       | 4              | 6.51,654       | 5      |

Vrouwen
| Naam                                        | Onderdeel    | Series   | Series | Kwartfinale | Kwartfinale | Halve finale   | Halve finale   | Finale         | Finale |
| Naam                                        | Onderdeel    | Tijd     | Rang   | Tijd        | Rang        | Tijd           | Rang           | Tijd           | Rang   |
| ------------------------------------------- | ------------ | -------- | ------ | ----------- | ----------- | -------------- | -------------- | -------------- | ------ |
| Fan Kexin                                   | 500 m        | 43,275   | 1      | 1.03,594    | 3           | niet geplaatst | niet geplaatst | niet geplaatst | 11     |
| Han Yutong                                  | 1000 m       | 1.27,401 | 2      | 1.31,638    | 5           | niet geplaatst | niet geplaatst | niet geplaatst | 18     |
| Han Yutong                                  | 1500 m       | n.v.t.   | n.v.t. | 2.21,191    | 3           | 2.17,112       | 2              | 2.19,060       | 7      |
| Qu Chunyu                                   | 500 m        | 42,691   | 2      | 43,029      | 2           | penalty        | penalty        | niet gepl.     | 10     |
| Qu Chunyu                                   | 1000 m       | 1.30,342 | 1      | 1.28,355    | 4           | niet geplaatst | niet geplaatst | niet geplaatst | 13     |
| Zhang Chutong                               | 1000 m       | 1.27,910 | 3      | 1.29,755    | 4           | niet geplaatst | niet geplaatst | niet geplaatst | 15     |
| Zhang Chutong                               | 1500 m       | n.v.t.   | n.v.t. | 2.19,839    | 4           | 2.26,717       | 7              | niet gepl.     | 20     |
| Zhang Yuting                                | 500 m        | 43,233   | 2      | 54,211      | 3           | 43,196         | 2              | 42,803         | 4      |
| Zhang Yuting                                | 1500 m       | n.v.t.   | n.v.t. | 2.22,161    | 3           | 2.18,741       | 6              | niet gepl.     | 17     |
| Fan Kexin Han Yutong Qu Chunyu Zhang Yuting | 3000 m relay | n.v.t.   | n.v.t. | n.v.t.      | n.v.t.      | 4.04,383       | 2              | 4.03,863       | Brons  |

Gemengd
| Naam                                                 | Onderdeel    | Kwart finale | Kwart finale | Halve finale | Halve finale | Finale   | Finale |
| Naam                                                 | Onderdeel    | Tijd         | Rang         | Tijd         | Rang         | Tijd     | Rang   |
| ---------------------------------------------------- | ------------ | ------------ | ------------ | ------------ | ------------ | -------- | ------ |
| Qu Chunyu Fan Kexin Wu Dajing Ren Ziwei Zhang Yuting | 2000 m relay | 2.37,535     | 1            | 2.38,783     | 2            | 2.37,348 | Goud   |

### Skeleton
| Naam        | Onderdeel | Run 1   | Run 1 | Run 2   | Run 2 | Run 3   | Run 3 | Run 4   | Run 4 | Totaal  | Totaal |
| Naam        | Onderdeel | Tijd    | Rang  | Tijd    | Rang  | Tijd    | Rang  | Tijd    | Rang  | Tijd    | Rang   |
| ----------- | --------- | ------- | ----- | ------- | ----- | ------- | ----- | ------- | ----- | ------- | ------ |
| Yan Wengang | Mannen    | 1.00,43 | 3     | 1.00,65 | 4     | 1.00,54 | 6     | 1.00,15 | 1     | 4.01,77 | Brons  |
| Yin Zheng   | Mannen    | 1.00,74 | 7     | 1.00,71 | 5     | 1.00,40 | 4     | 1.00,28 | 2     | 4.02,13 | 5      |
| Li Yuxi     | Vrouwen   | 1.02,64 | 14    | 1.02,62 | 9     | 1.02,39 | 12    | 1.02,94 | 19    | 4.10,59 | 14     |
| Zhao Dan    | Vrouwen   | 1.02,26 | 3     | 1.02,40 | 5     | 1.02,53 | 16    | 1.02,33 | 9     | 4.09,52 | 9      |

### Snowboarden
Big air & Slopestyle
| Naam      | Onderdeel      | Kwalificatie | Kwalificatie | Kwalificatie | Kwalificatie | Kwalificatie | Finale         | Finale         | Finale         | Finale         | Finale |
| Naam      | Onderdeel      | Run 1        | Run 2        | Run 3        | Beste        | Rang         | Run 1          | Run 2          | Run 3          | Beste          | Rang   |
| --------- | -------------- | ------------ | ------------ | ------------ | ------------ | ------------ | -------------- | -------------- | -------------- | -------------- | ------ |
| Su Yiming | Big air (m)    | 92.50        | 62,75        | 28,00        | 155,25       | 5            | 89,50          | 93,00          | 33,00          | 182,50         | Goud   |
| Su Yiming | Slopestyle (m) | 86,80        | 41,93        | n.v.t.       | 86,80        | 1            | 78,38          | 88,70          | 66,58          | 88,70          | Zilver |
| Rong Ge   | Big air (v)    | 10,75        | 64,00        | 65,75        | 129,75       | 9            | 29,00          | 85,75          | 74,25          | 160,00         | 6      |
| Rong Ge   | Slopestyle (v) | 29,36        | 13,01        | n.v.t.       | 29,36        | 25           | niet geplaatst | niet geplaatst | niet geplaatst | niet geplaatst | 25     |

Halfpipe
| Naam         | Onderdeel | Kwalificatie | Kwalificatie | Kwalificatie | Kwalificatie | Finale         | Finale         | Finale         | Finale         | Finale |
| Naam         | Onderdeel | Run 1        | Run 2        | Beste        | Rang         | Run 1          | Run 2          | Run 3          | Beste          | Rang   |
| ------------ | --------- | ------------ | ------------ | ------------ | ------------ | -------------- | -------------- | -------------- | -------------- | ------ |
| Fan Xiaobing | Mannen    | 39,00        | 44,00        | 44,00        | 16           | niet geplaatst | niet geplaatst | niet geplaatst | niet geplaatst | 16     |
| Gao Hongbo   | Mannen    | 15,00        | DNS          | 15,00        | 25           | niet geplaatst | niet geplaatst | niet geplaatst | niet geplaatst | 25     |
| Gu Ao        | Mannen    | 50,25        | 58,50        | 58,50        | 14           | niet geplaatst | niet geplaatst | niet geplaatst | niet geplaatst | 14     |
| Wang Ziyang  | Mannen    | 20,25        | 7,50         | 20,25        | 21           | niet geplaatst | niet geplaatst | niet geplaatst | niet geplaatst | 21     |
| Cai Xuetong  | Vrouwen   | 83,25        | 55,50        | 83,25        | 3            | 81,25          | 64,50          | 75,00          | 81,25          | 4      |
| Liu Jiayu    | Vrouwen   | 15,25        | 72,25        | 72,25        | 7            | 11,25          | 4,75           | 73,50          | 73,50          | 8      |
| Qiu Leng     | Vrouwen   | 63,50        | 66,25        | 66,25        | 12           | 53,75          | 9,50           | 18,75          | 53,75          | 12     |
| Wu Shaotong  | Vrouwen   | 10,25        | 16,75        | 16,75        | 22           | niet geplaatst | niet geplaatst | niet geplaatst | niet geplaatst | 22     |

Parallelreuzenslalom
| Naam         | Onderdeel | Kwalificatie | Kwalificatie | Achtste finale    | Kwartfinale       | Halve finale      | Finale            | Finale |
| Naam         | Onderdeel | Tijd         | Rang         | Tegenstander Tijd | Tegenstander Tijd | Tegenstander Tijd | Tegenstander Tijd | Rang   |
| ------------ | --------- | ------------ | ------------ | ----------------- | ----------------- | ----------------- | ----------------- | ------ |
| Bi Ye        | Mannen    | 1.23,53      | 22           | niet geplaatst    | niet geplaatst    | niet geplaatst    | niet geplaatst    | 22     |
| Gong Naiying | Vrouwen   | 1.29,31      | 19           | niet geplaatst    | niet geplaatst    | niet geplaatst    | niet geplaatst    | 19     |
| Zang Ruxin   | Vrouwen   | 1.37,48      | 25           | niet geplaatst    | niet geplaatst    | niet geplaatst    | niet geplaatst    | 25     |

Snowboardcross
| Naam    | Onderdeel | Plaatsingsronde | Plaatsingsronde | Achtste finale | Kwartfinale    | Halve finale   | Finale         | Finale |
| Naam    | Onderdeel | Run 1           | Run 1           | Achtste finale | Kwartfinale    | Halve finale   | Finale         | Finale |
| Naam    | Onderdeel | Tijd            | Rang            | Plaats         | Plaats         | Plaats         | Plaats         | Rang   |
| ------- | --------- | --------------- | --------------- | -------------- | -------------- | -------------- | -------------- | ------ |
| Feng He | Vrouwen   | 1.31,25         | 30              | 4              | niet geplaatst | niet geplaatst | niet geplaatst | 30     |